# St-Pierre (Joyeuse)

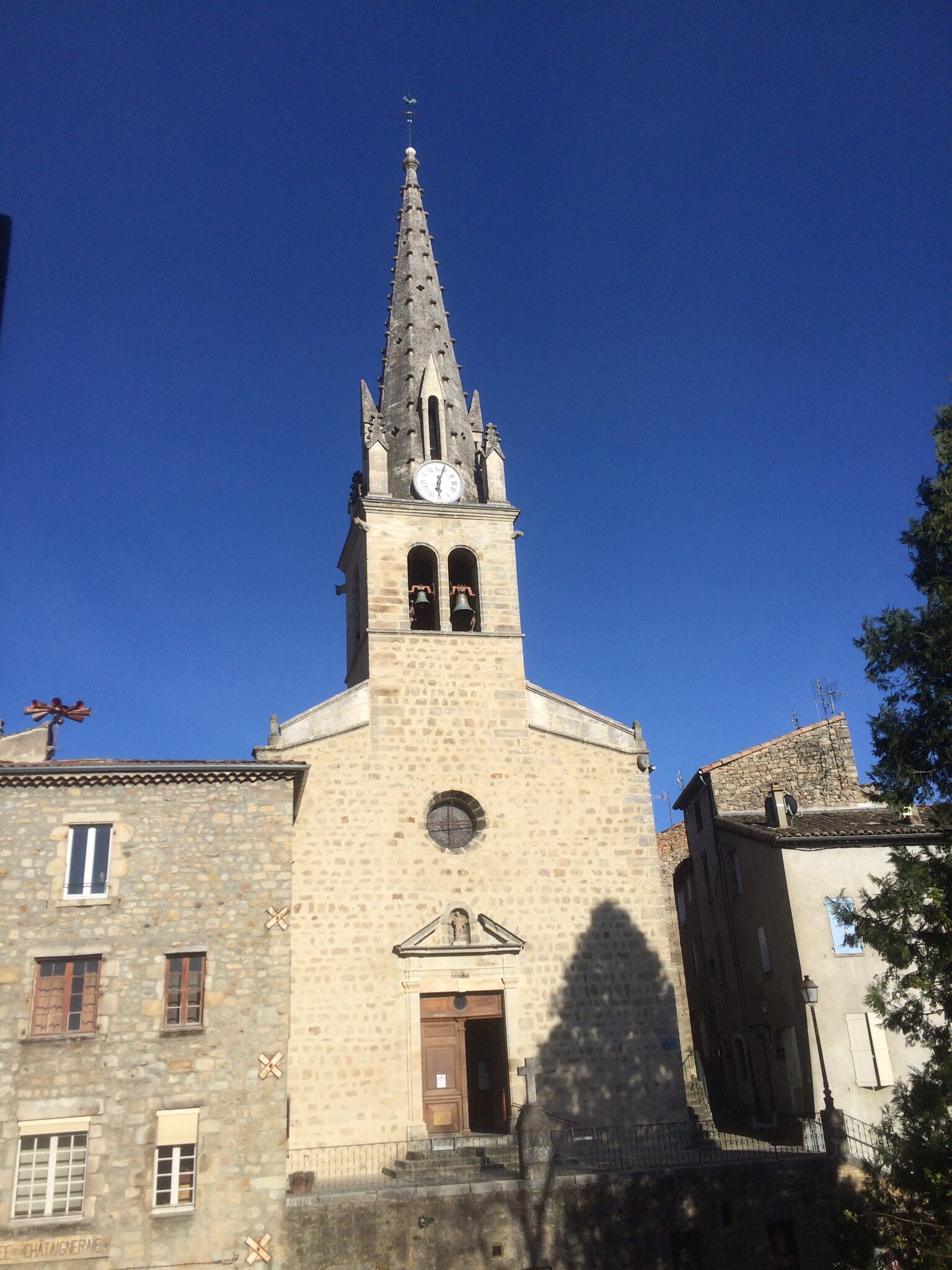
Kirche St-Pierre

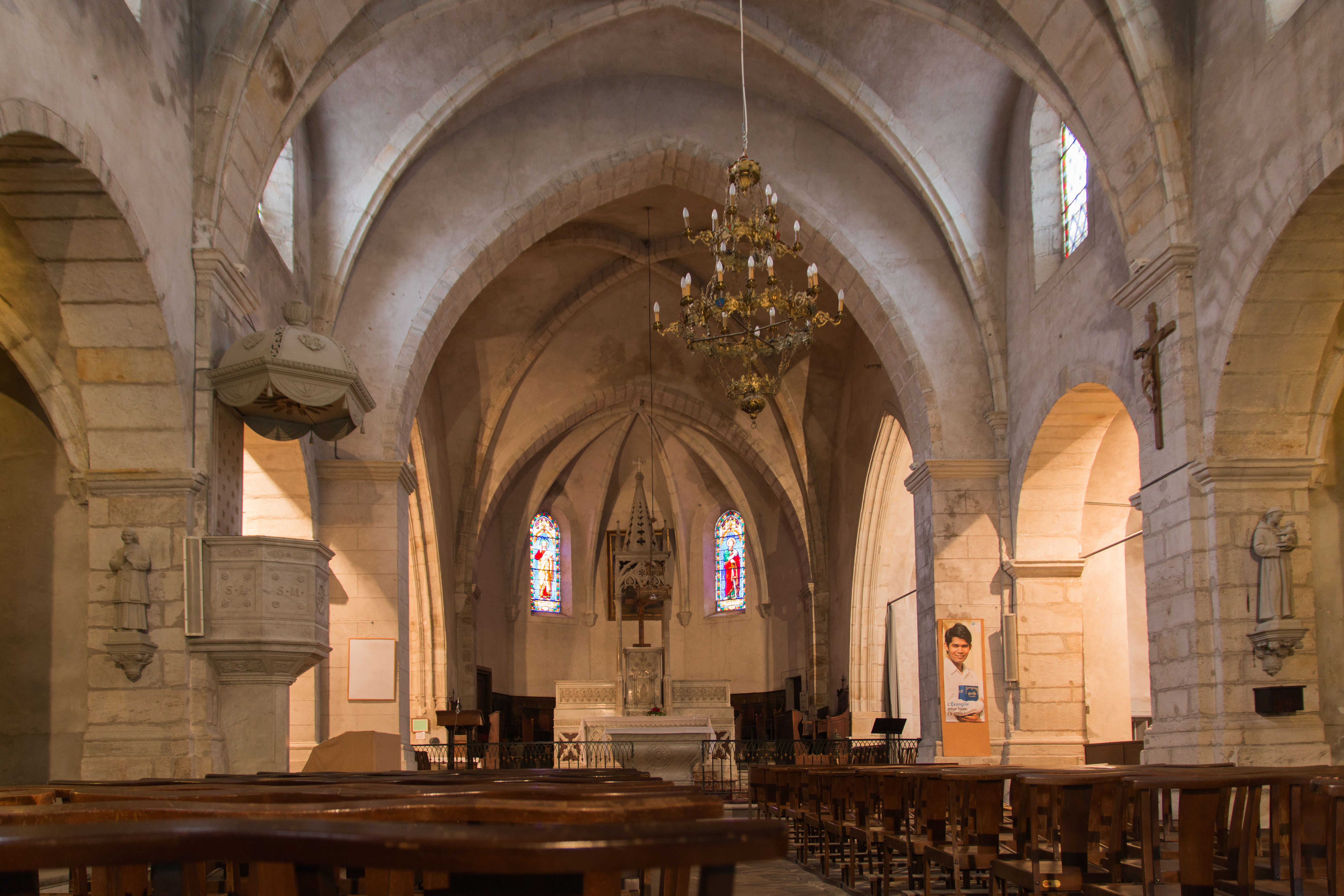
Blick durch das Langhaus

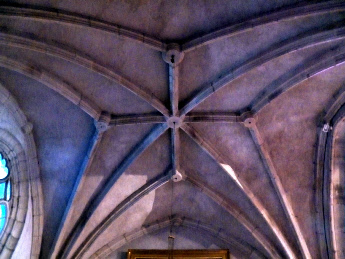
Flamboyantgewölbe der herzoglichen Kapelle

St-Pierre ist eine römisch-katholische Kirche in Joyeuse im französischen Département Ardèche. Die Kirche wurde im Jahr 1988 als Monument historique eingestuft.

## Geschichte
St-Pierre wurde ursprünglich auf einem Felsvorsprung als Kapelle des Schlosses der Herzöge von Joyeuse erbaut. An der Kirche entwickelte sich das Benediktinerpriorat von Rosières, das im Jahr 1111 der Abtei Cluny geschenkt wurde. Im 13. Jahrhundert erfolgte ein Ausbau der Kirche. Zu Beginn des 16. Jahrhunderts errichtete die Familie Joyeuse ein neues Schloss im Renaissancestil, das über einen Gewölbegang mit der herzoglichen Kapelle Sainte-Croix an der Kirche St-Pierre verbunden wurde. Die heute noch erhaltene Kapelle befindet sich links des Chorraums der Kirche und war eine Auftragsarbeit von Guillaume de Joyeuse, der Bischof von Alet war. Sein Grab befindet sich am Fuß des Altars der unmittelbar südlich anschließenden Kapelle der heiligen Jungfrau (Sainte-Vierge), die ebenfalls in der ersten Hälfte des 16. Jahrhunderts als ein Bau im Stil der Spätgotik ausgeführt wurde. 
1617 wurde das Gotteshaus mit der Einsetzung der Oratorianer zur Stiftskirche umgewandelt. Der Bau eines neuen Kirchenschiffs erfolgte von 1669 bis 1674, das eine Mischung aus klassizistischer Architektur und nachgotischer Bauformen mit gekreuzten Gewölberippen darstellt. Gotisch inspiriert sind auch die Seitenkapellen, die sich an den Längsseiten zum Kirchenschiff hin öffnen. Rein klassizistisch wurde nur die auf drei Arkaden ruhende Balustradenempore im Westbau der Kirche ausgeführt. Der gotische Chor stellt zusammen mit der herzoglichen Kapelle im Stil der Flamboyantgotik die ältesten erhaltenen Teile der heutigen Kirche dar. Die französische Denkmälerverwaltung charakterisiert den Bau als ein Beispiel des „Fortbestehens gotischer Techniken in der Mitte des 17. Jahrhunderts.“
Westlich der beiden gotischen Kapellen schließen sich die Seitenkapellen der heiligen Thérèse Couderc, Ludwig (St-Louis) und die „Chapelle des chaises“ an. Auf der gegenüberliegenden Seite befinden sich die Taufkapelle sowie die Kapellen der Sieben Leiden (Sept-Douleurs) sowie des heiligen Joseph. Daran schließen sich unmittelbar vor dem Chorraum die beiden Kapellen der heiligen Joachim und Régis an, die 1820 durch die Pénitents blancs (Weiße Büßer) errichtet wurden.